# Rakiroa rima
Rakiroa rima is een vlokreeftensoort uit de familie van de Rakiroidae. De wetenschappelijke naam van de soort is voor het eerst geldig gepubliceerd in 1982 door Lowry & Fenwick.